# Aqua Timez “because we are we” tour 2012-2013
『Aqua Timez “because we are we” tour 2012-2013』（アクアタイムズ・ビコーズ・ウィー・アー・ウィー・ツアー）はAqua Timezの4枚目のライブ映像ディスク（DVD・Blu-ray Disc）。2013年11月27日発売。発売元はエピックレコードジャパン。

## 概要
- 総動員数5万人を超えた全国ツアー『“because we are we” tour 2012-2013』のファイナル公演、2月3日に行われた東京国際フォーラムホールAでのライブの模様が収録されている。
- 16枚目のシングル「エデン」と同日発売された。
- 今作はメイキング映像が無いが、エンドロール後に「等身大のラブソング」でのNGシーンを収録している。
- ブックレットが封入されている。

## 収録曲
1. 音速の風景
2. オーロラの降る夜
3. MASK
4. 輪になって
5. 等身大のラブソング
6. つぼみ
7. 千の夜をこえて
8. LOST PARADE
9. カルペ・ディエム
10. 空に近い街
11. 君となら
12. Full a Gain
13. 鉛色のフィクション
14. 歩み
15. because you are you
16. 虹
17. 兎のしっぽ
18. HOME
19. 決意の朝に
20. 別れの詩-still connected-